# Cmentarz w Druskienikach
Cmentarz w Druskienikach – katolicko-prawosławna nekropolia położona w Druskienikach na Litwie. 

## Historia
Cmentarz został założony w XIX wieku. Dzieli się na część prawosławną i katolicką. W tej drugiej pochowany jest m.in. Stanisław Grzegorzewski, autor pierwszego przewodnika po Druskienikach, Jan Pilecki – polski lekarz, dziennikarz i działacz społeczny, siostra Mikalojusa Čiurlionisa – Jadvyga Surutis, przedstawiciele związanej z miastem rodziny Kiersnowskich. Znajduje się tu również symboliczny nagrobek ks. Bolesława Wołejki, który został uwięziony w Grodnie, a następnie stracony w nieznanym miejscu w 1942 za współpracę z Armią Krajową. 
W prawosławnej części cmentarza znajdowała się zrujnowana cerkiew św. Gabriela Zabłudowskiego, rozebrana w 2018 r. W tym samym roku rozpoczęto budowę nowej świątyni na miejscu zburzonej.

## Galeria

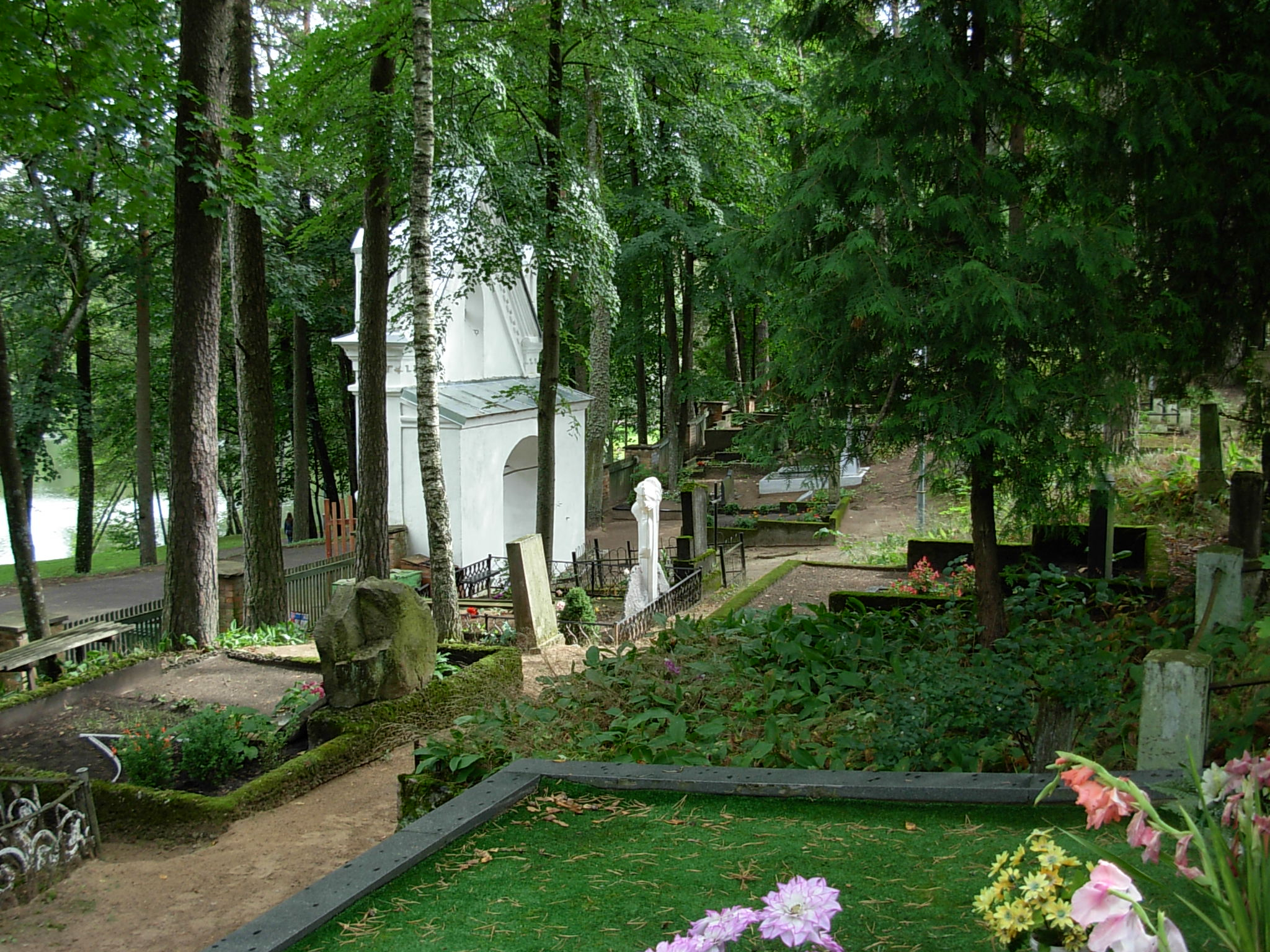
Cmentarz w Druskiennikach: część katolicka i brama wejściowa
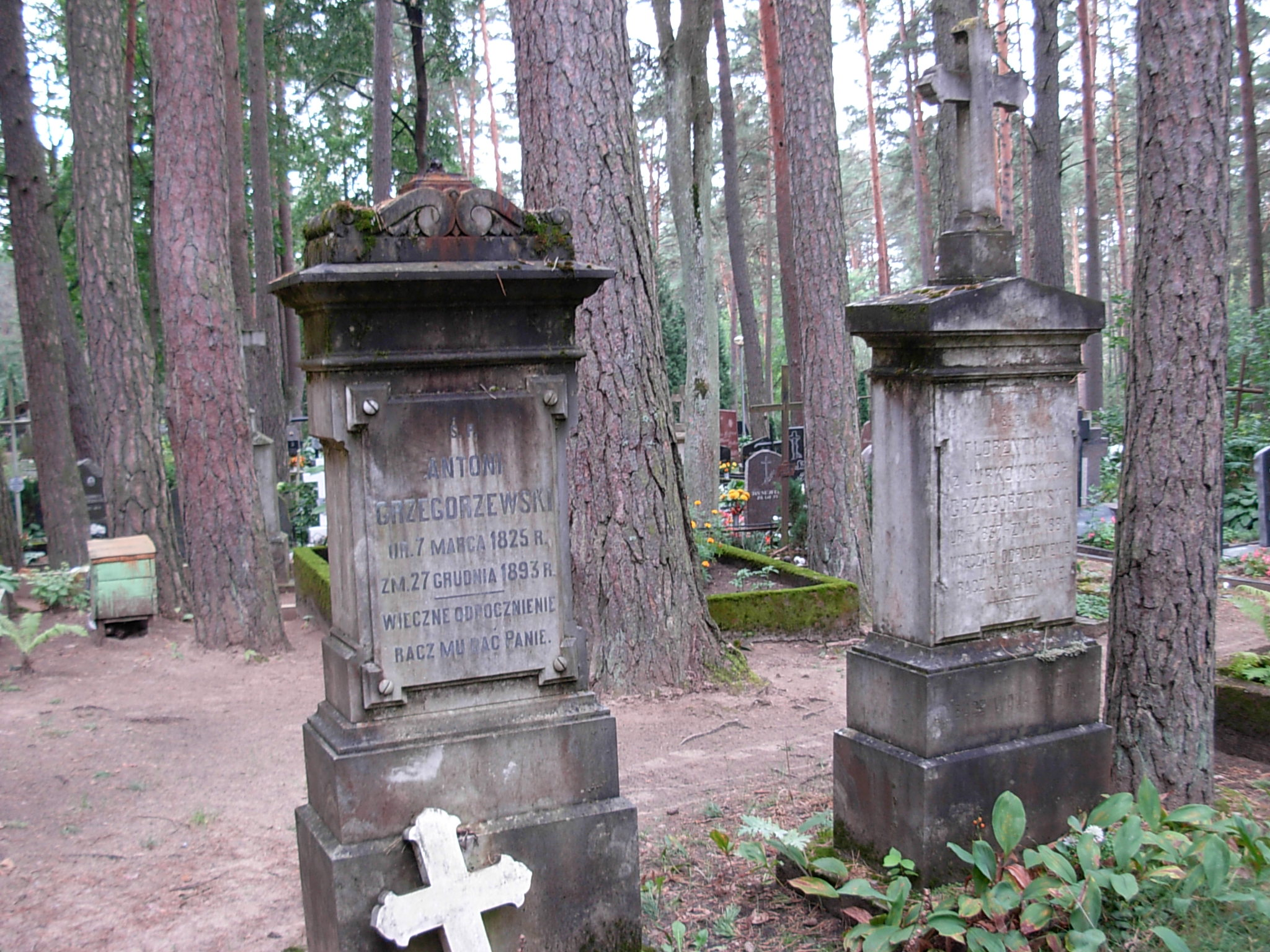
Cmentarz w Druskiennikach: nagrobki w języku polskim